# Francesco Lanfreschi
Francesco Lanfreschi (Ischia, 16 marzo 1691 – Napoli, 8 febbraio 1754) è stato un arcivescovo cattolico italiano.

## Biografia
Nacque il 16 febbraio 1691 ad Ischia da Giacomo, marchese di Bellarena, e Angela di Mesesy-Garay.
Il 23 settembre 1713 fu ordinato diacono; il successivo 24 febbraio fu ordinato presbitero. Divenne dottore in legge e maestro in sacra teologia.
Il 12 giugno 1737 papa Clemente XII lo nominò vescovo di Gaeta. Fu consacrato il 30 giugno dal cardinale Giovanni Antonio Guadagni e dai vescovi Silvestro Stanà, vescovo di Minori, e Andrea Vinditti, vescovo di Polignano.
In agosto prese possesso della diocesi per procura, ma nel dicembre dello stesso anno, in previsione della futura promozione, si trasferì a Matera. Il 21 maggio 1738 veniva difatti promosso arcivescovo di Acerenza e Matera.
Tra i suoi primi atti figura la promulgazione delle costituzioni del seminario di Matera, nel 1739. Durante il suo episcopato consacrò numerose chiese e altari.
Elesse a sua residenza abituale la città di Matera ed ivi richiamò il vicario generale dell'arcidiocesi di Acerenza nel tentativo di limitarne le facoltà e governare direttamente entrambe le arcidiocesi.
Il capitolo della cattedrale di Acerenza fece ricorso presso la Sacra Congregazione Concistoriale di Roma. Questa stabilì che la giurisdizione sulla chiesa acheruntina spettasse al vicario generale che doveva risiedere ad Acerenza.
Le diatribe tra le due diocesi non si placarono. Il 5 novembre 1751 papa Benedetto XIV gli inviò una bolla nella quale ribadiva che l'arcidiocesi di Acerenza doveva mantenere i propri diritti e le proprie preminenze e che la residenza abituale dell'arcivescovo doveva essere ad Acerenza e non a Matera.
L'università di Matera ricorse alla Real Camera di Santa Chiara. Pochi mesi dopo con una nuova bolla il papa ripristinò lo stato originario delle cose, permettendo al presule e ai suoi successori di risiedere a Matera.
Soffriva di calcolosi cronica, malattia che lo portò più volte sull'orlo della morte. Nell'aprile del 1753 fu colpito da una forte apoplessia renale. Riavutosi, in ottobre decise di recarsi a Napoli per sottoporsi a una seria cura. Nella capitale le sue condizioni di salute invece che migliorare peggiorarono, e il 9 febbraio 1754 vi morì, all'età di 62 anni.

## Genealogia episcopale
La genealogia episcopale è:
- Cardinale Scipione Rebiba
- Cardinale Giulio Antonio Santori
- Cardinale Girolamo Bernerio, O.P.
- Arcivescovo Galeazzo Sanvitale
- Cardinale Ludovico Ludovisi
- Cardinale Luigi Caetani
- Cardinale Ulderico Carpegna
- Cardinale Paluzzo Paluzzi Altieri degli Albertoni
- Cardinale Flavio Chigi
- Papa Clemente XII
- Cardinale Giovanni Antonio Guadagni, O.C.D.
- Arcivescovo Francesco Lanfreschi